# Družbeno podjetje za usposabljanje in zaposlovanje slušno prizadetih ter drugih invalidov DAN-Ljubljana
Družbeno podjetje za usposabljanje in zaposlovanje slušno prizadetih ter drugih invalidov DAN-Ljubljana (krajše PZI-DAN) je družbeno podjetje, ki zaposluje invalide.

## Odlikovanja in nagrade
Leta 1995 je podjetje prejelo častni znak svobode Republike Slovenije z naslednjo utemeljitvijo: »za dolgoletno delo pri zaposlitveni in delovni rehabilitaciji slušno prizadetih in drugih invalidov in za zasluge pri njihovem polnovrednem vključevanju v družbeno življenje«.